# Molophilus (ondergeslacht)
Molophilus is een ondergeslacht van het geslacht van insecten Molophilus binnen de familie steltmuggen (Limoniidae).

## Soorten
- M. (Molophilus) abhorrens (Theischinger, 1999)
- M. (Molophilus) abitus (Alexander, 1944)
- M. (Molophilus) abortivus (Alexander, 1927)
- M. (Molophilus) abruptus (Alexander, 1923)
- M. (Molophilus) acanthostylus (Alexander, 1969)
- M. (Molophilus) acanthus (Alexander, 1923)
- M. (Molophilus) aciferus (Alexander, 1927)
- M. (Molophilus) acinacis (Alexander, 1969)
- M. (Molophilus) acis (Alexander, 1969)
- M. (Molophilus) aculobatus (Alexander, 1969)
- M. (Molophilus) acutissimus (Theischinger, 1988)
- M. (Molophilus) adamantinus (Alexander, 1927)
- M. (Molophilus) aditi (Alexander, 1969)
- M. (Molophilus) admetus (Alexander, 1969)
- M. (Molophilus) aduncus (Stary, 1978)
- M. (Molophilus) aenigmaticus (Alexander, 1925)
- M. (Molophilus) aequiramus (Savchenko, 1982)
- M. (Molophilus) aequistylus (Alexander, 1927)
- M. (Molophilus) affrictus (Alexander, 1950)
- M. (Molophilus) africanus (Riedel, 1914)
- M. (Molophilus) akama (Theischinger, 1992)
- M. (Molophilus) alatostylus (Hynes, 1988)
- M. (Molophilus) albiceps (Edwards, 1926)
- M. (Molophilus) albireo (Alexander, 1932)
- M. (Molophilus) albocostalis (Alexander, 1928)
- M. (Molophilus) albohalteratus (Alexander, 1925)
- M. (Molophilus) alexanderianus (Nielsen, 1963)
- M. (Molophilus) algol (Alexander, 1954)
- M. (Molophilus) alpicola (Alexander, 1930)
- M. (Molophilus) amiculus (Alexander, 1927)
- M. (Molophilus) amieuensis (Hynes, 1993)
- M. (Molophilus) amphacanthus (Alexander, 1952)
- M. (Molophilus) ampliatus (Alexander, 1927)
- M. (Molophilus) analis (Alexander, 1923)
- M. (Molophilus) anerastus (Alexander, 1934)
- M. (Molophilus) angustilamina (Alexander, 1956)
- M. (Molophilus) annexus (Alexander, 1927)
- M. (Molophilus) annulipes (Skuse, 1890)
- M. (Molophilus) antares (Alexander, 1932)
- M. (Molophilus) anthracinus (Lackschewitz, 1940)
- M. (Molophilus) antimenus (Alexander, 1952)
- M. (Molophilus) aphantus (Alexander, 1927)
- M. (Molophilus) apicidens (Alexander, 1951)
- M. (Molophilus) apicidentatus (Alexander, 1955)
- M. (Molophilus) apicispinulus (Alexander, 1969)
- M. (Molophilus) appendiculatus (Staeger, 1840)
- M. (Molophilus) appressospinus (Alexander, 1952)
- M. (Molophilus) appressus (Alexander, 1929)
- M. (Molophilus) apricus (Alexander, 1927)
- M. (Molophilus) arapahoensis (Alexander, 1958)
- M. (Molophilus) araucanus (Alexander, 1929)
- M. (Molophilus) araucoensis (Alexander, 1981)
- M. (Molophilus) arcanus (Alexander, 1927)
- M. (Molophilus) arciferus (Alexander, 1952)
- M. (Molophilus) arcuarius (Alexander, 1930)
- M. (Molophilus) archboldeanus (Alexander, 1961)
- M. (Molophilus) aricola (Alexander, 1930)
- M. (Molophilus) ariel (Alexander, 1932)
- M. (Molophilus) arisanus (Alexander, 1923)
- M. (Molophilus) arizonicus (Alexander, 1946)
- M. (Molophilus) armatissimus (Bangerter, 1947)
- M. (Molophilus) armatistylus (Alexander, 1929)
- M. (Molophilus) ascendens (Alexander, 1945)
- M. (Molophilus) aspersulus (Alexander, 1962)
- M. (Molophilus) assamensis (Brunetti, 1912)
- M. (Molophilus) ater (Meigen, 1804)
- M. (Molophilus) aterrimus (Alexander, 1936)
- M. (Molophilus) atnaterta (Theischinger, 1992)
- M. (Molophilus) atrostylus (Savchenko, 1978)
- M. (Molophilus) aucklandicus (Alexander, 1923)
- M. (Molophilus) auriculifer (Theischinger, 1988)
- M. (Molophilus) avidus (Alexander, 1940)
- M. (Molophilus) avitus (Alexander, 1953)
- M. (Molophilus) axillispinus (Alexander, 1962)
- M. (Molophilus) azuayensis (Alexander, 1980)
- M. (Molophilus) babanus (Alexander, 1957)
- M. (Molophilus) baezi (Theowald, 1981)
- M. (Molophilus) banahaoensis (Alexander, 1931)
- M. (Molophilus) banias (Stary and Freidberg, 2007)
- M. (Molophilus) banksianus (Alexander, 1922)
- M. (Molophilus) bardus (Alexander, 1934)
- M. (Molophilus) barretti (Alexander, 1929)
- M. (Molophilus) basispina (Alexander, 1923)
- M. (Molophilus) basispinosus (Alexander, 1981)
- M. (Molophilus) bawbawiensis (Alexander, 1931)
- M. (Molophilus) belone (Alexander, 1961)
- M. (Molophilus) bellicosus (Alexander, 1929)
- M. (Molophilus) bellona (Alexander, 1946)
- M. (Molophilus) berberus (Theischinger, 1994)
- M. (Molophilus) beri (Theischinger, 1992)
- M. (Molophilus) berigora (Theischinger, 1994)
- M. (Molophilus) biaga (Theischinger, 1992)
- M. (Molophilus) bibaculus (Alexander, 1979)
- M. (Molophilus) bicaudatus (Alexander, 1929)
- M. (Molophilus) bicolor (de Meijere, 1911)
- M. (Molophilus) bidens (Alexander, 1923)
- M. (Molophilus) bidigitatus (Alexander, 1931)
- M. (Molophilus) bidigitifer (Savchenko, 1976)
- M. (Molophilus) bierigi (Alexander, 1947)
- M. (Molophilus) bifalcatus (Alexander, 1925)
- M. (Molophilus) bifidus (Goetghebuer, 1920)
- M. (Molophilus) bifilamentosus (Alexander, 1948)
- M. (Molophilus) bihamatus (de Meijere, 1918)
- M. (Molophilus) bilyarra (Theischinger, 1992)
- M. (Molophilus) binarius (Alexander, 1968)
- M. (Molophilus) binnaburra (Theischinger, 1988)
- M. (Molophilus) bipenniger (Alexander, 1969)
- M. (Molophilus) bipugiatus (Alexander, 1969)
- M. (Molophilus) bischofi (Lackschewitz, 1940)
- M. (Molophilus) bispinosus (Alexander, 1919)
- M. (Molophilus) bogongensis (Alexander, 1929)
- M. (Molophilus) boki (Alexander, 1974)
- M. (Molophilus) brachythrix (Alexander, 1969)
- M. (Molophilus) brasseanus (Alexander, 1962)
- M. (Molophilus) brevihamatus (Bangerter, 1947)
- M. (Molophilus) brevilobatus (Alexander, 1939)
- M. (Molophilus) brevinervis (Alexander, 1923)
- M. (Molophilus) breviramus (Alexander, 1929)
- M. (Molophilus) brevisectus (Alexander, 1971)
- M. (Molophilus) brevispinosus (Alexander, 1929)
- M. (Molophilus) brownianus (Alexander, 1945)
- M. (Molophilus) bruchi (Alexander, 1923)
- M. (Molophilus) bubbera (Theischinger, 1992)
- M. (Molophilus) bucerus (Alexander, 1927)
- M. (Molophilus) bunyipensis (Alexander, 1931)
- M. (Molophilus) cadmus (Alexander, 1969)
- M. (Molophilus) caenosus (Alexander, 1937)
- M. (Molophilus) calceatus (Alexander, 1929)
- M. (Molophilus) camerounensis (Alexander, 1920)
- M. (Molophilus) campbellianus (Alexander, 1924)
- M. (Molophilus) canopus (Alexander, 1952)
- M. (Molophilus) capitatus (Alexander, 1927)
- M. (Molophilus) capricornis (Alexander, 1916)
- M. (Molophilus) carpishensis (Alexander, 1949)
- M. (Molophilus) carstensis (Stary, 1971)
- M. (Molophilus) catamarcensis (Alexander, 1921)
- M. (Molophilus) cautus (Alexander, 1947)
- M. (Molophilus) celaenoleucus (Alexander, 1961)
- M. (Molophilus) celebesicus (Alexander, 1935)
- M. (Molophilus) cerberus (Alexander, 1927)
- M. (Molophilus) cervus (Alexander, 1929)
- M. (Molophilus) cinereifrons (de Meijere, 1920)
- M. (Molophilus) cingulipes (Alexander, 1927)
- M. (Molophilus) cladocerus (Alexander, 1921)
- M. (Molophilus) claessoni (Mendl, 1986)
- M. (Molophilus) clavigerus (Alexander, 1929)
- M. (Molophilus) clavistylus (Mendl, 1979)
- M. (Molophilus) colobicus (Alexander, 1969)
- M. (Molophilus) colonus (Bergroth, 1888)
- M. (Molophilus) colossus (Alexander, 1929)
- M. (Molophilus) compactus (Alexander, 1950)
- M. (Molophilus) concussus (Alexander, 1936)
- M. (Molophilus) congregatus (Alexander, 1931)
- M. (Molophilus) conscriptus (Alexander, 1938)
- M. (Molophilus) copelatus (Alexander, 1969)
- M. (Molophilus) coramba (Theischinger, 1994)
- M. (Molophilus) corniger (de Meijere, 1920)
- M. (Molophilus) coronarius (Alexander, 1952)
- M. (Molophilus) coryne (Alexander, 1976)
- M. (Molophilus) costalis (Edwards, 1916)
- M. (Molophilus) costopunctatus (Dietz, 1921)
- M. (Molophilus) cramptoni (Alexander, 1924)
- M. (Molophilus) crassipygus (de Meijere, 1918)
- M. (Molophilus) crassistylus (Alexander, 1952)
- M. (Molophilus) crassulus (Alexander, 1934)
- M. (Molophilus) creon (Alexander, 1969)
- M. (Molophilus) crimensis (Savchenko, 1976)
- M. (Molophilus) cristiferus (Alexander, 1950)
- M. (Molophilus) crististylus (Alexander, 1969)
- M. (Molophilus) cruciferus (Alexander, 1922)
- M. (Molophilus) ctenistes (Alexander, 1961)
- M. (Molophilus) ctenophorus (Alexander, 1979)
- M. (Molophilus) curtivena (Alexander, 1925)
- M. (Molophilus) curvatus (Tonnoir, 1920)
- M. (Molophilus) curvistylus (Alexander, 1925)
- M. (Molophilus) cyatheticolus (Alexander, 1950)
- M. (Molophilus) cygnus (Alexander, 1932)
- M. (Molophilus) czizeki (Lackschewitz, 1931)
- M. (Molophilus) chazeaui (Hynes, 1993)
- M. (Molophilus) chiriquiensis (Alexander, 1934)
- M. (Molophilus) chleuastes (Alexander, 1961)
- M. (Molophilus) chloris (Alexander, 1930)
- M. (Molophilus) christine (Theischinger, 1988)
- M. (Molophilus) daimio (Alexander, 1953)
- M. (Molophilus) dalby (Theischinger, 1994)
- M. (Molophilus) danielsi (Theischinger, 1988)
- M. (Molophilus) debilior (Alexander, 1943)
- M. (Molophilus) debilistylus (Alexander, 1937)
- M. (Molophilus) defoeanus (Alexander, 1952)
- M. (Molophilus) denticulatus (Alexander, 1923)
- M. (Molophilus) diacaenus (Alexander, 1976)
- M. (Molophilus) diacanthus (Alexander, 1971)
- M. (Molophilus) diceros (Alexander, 1944)
- M. (Molophilus) dicranostylus (Alexander, 1961)
- M. (Molophilus) dido (Alexander, 1943)
- M. (Molophilus) diferox (Alexander, 1958)
- M. (Molophilus) difficilis (Alexander, 1927)
- M. (Molophilus) dilatibasis (Alexander, 1956)
- M. (Molophilus) dilatus (Alexander, 1951)
- M. (Molophilus) diplolophus (Alexander, 1969)
- M. (Molophilus) directidens (Stary, 1976)
- M. (Molophilus) dirhabdus (Alexander, 1949)
- M. (Molophilus) dirus (Alexander, 1943)
- M. (Molophilus) dischidius (Alexander, 1969)
- M. (Molophilus) distifurcus (Alexander, 1952)
- M. (Molophilus) distinctissimus (Alexander, 1931)
- M. (Molophilus) distiremus (Alexander, 1971)
- M. (Molophilus) diversilobus (Alexander, 1960)
- M. (Molophilus) dizygus (Alexander, 1962)
- M. (Molophilus) dobrotworskyi (Theischinger, 1992)
- M. (Molophilus) dorriganus (Alexander, 1934)
- M. (Molophilus) dorsolobatus (Theischinger, 1988)
- M. (Molophilus) dravidianus (Alexander, 1969)
- M. (Molophilus) drepanostylus (Alexander, 1934)
- M. (Molophilus) drepanucha (Alexander, 1929)
- M. (Molophilus) duckhousei (Theischinger, 1992)
- M. (Molophilus) ductilis (Alexander, 1938)
- M. (Molophilus) duplex (Alexander, 1927)
- M. (Molophilus) duplicatus (Alexander, 1940)
- M. (Molophilus) eboracensis (Alexander, 1944)
- M. (Molophilus) echo (Alexander, 1952)
- M. (Molophilus) editus (Alexander, 1928)
- M. (Molophilus) efferox (Alexander, 1947)
- M. (Molophilus) electus (Alexander, 1927)
- M. (Molophilus) emarginatus (Alexander, 1937)
- M. (Molophilus) ephippiger (Alexander, 1934)
- M. (Molophilus) erebus (Alexander, 1927)
- M. (Molophilus) erectus (Alexander, 1953)
- M. (Molophilus) ermolenkoi (Savchenko, 1976)
- M. (Molophilus) errabunga (Theischinger, 1992)
- M. (Molophilus) erricha (Theischinger, 1992)
- M. (Molophilus) errinundra (Theischinger, 1999)
- M. (Molophilus) erugatus (Alexander, 1960)
- M. (Molophilus) ethicus (Alexander, 1962)
- M. (Molophilus) eumonostylus (Alexander, 1952)
- M. (Molophilus) eurygramma (Alexander, 1929)
- M. (Molophilus) exeches (Alexander, 1965)
- M. (Molophilus) exemptus (Alexander, 1953)
- M. (Molophilus) exiguus (Alexander, 1927)
- M. (Molophilus) expansus (Alexander, 1927)
- M. (Molophilus) exsertus (Alexander, 1927)
- M. (Molophilus) extensicornis (Alexander, 1934)
- M. (Molophilus) extensilobus (Alexander, 1960)
- M. (Molophilus) extricatus (Alexander, 1930)
- M. (Molophilus) facinus (Alexander, 1940)
- M. (Molophilus) fagetorum (Alexander, 1929)
- M. (Molophilus) falcatus (Bergroth, 1888)
- M. (Molophilus) falculus (Alexander, 1957)
- M. (Molophilus) falx (Alexander, 1938)
- M. (Molophilus) femoratus (Skuse, 1890)
- M. (Molophilus) fenderi (Alexander, 1952)
- M. (Molophilus) fergusonianus (Alexander, 1927)
- M. (Molophilus) ferox (Alexander, 1931)
- M. (Molophilus) filiolus (Alexander, 1952)
- M. (Molophilus) filistylus (Alexander, 1927)
- M. (Molophilus) filius (Alexander, 1952)
- M. (Molophilus) flagellatus (Stary, 1976)
- M. (Molophilus) flagellifer (Alexander, 1922)
- M. (Molophilus) flavexemptus (Alexander, 1968)
- M. (Molophilus) flavidellus (Alexander, 1930)
- M. (Molophilus) flavidulus (Alexander, 1923)
- M. (Molophilus) flavidus (Alexander, 1914)
- M. (Molophilus) flavoannulatus (Alexander, 1927)
- M. (Molophilus) flavocingulatus (Alexander, 1928)
- M. (Molophilus) flavomarginalis (Alexander, 1923)
- M. (Molophilus) flavonotatus (Skuse, 1890)
- M. (Molophilus) flavotibialis (Alexander, 1969)
- M. (Molophilus) flavus (Goetghebuer, 1920)
- M. (Molophilus) flemingi (Alexander, 1950)
- M. (Molophilus) flexilistylus (Alexander, 1931)
- M. (Molophilus) flexostylus (Hynes, 1988)
- M. (Molophilus) flinti (Alexander, 1967)
- M. (Molophilus) floridensis (Alexander, 1925)
- M. (Molophilus) fluviatilis (Bangerter, 1947)
- M. (Molophilus) forceps (Alexander, 1927)
- M. (Molophilus) forcipulus (Osten Sacken, 1869)
- M. (Molophilus) fortidens (Alexander, 1951)
- M. (Molophilus) franzi (Caspers, 1980)
- M. (Molophilus) frohnei (Alexander, 1968)
- M. (Molophilus) fultonensis (Alexander, 1916)
- M. (Molophilus) furciferus (Alexander, 1965)
- M. (Molophilus) furcophallus (Hynes, 1988)
- M. (Molophilus) furcus (Alexander, 1951)
- M. (Molophilus) furiosus (Alexander, 1938)
- M. (Molophilus) furvus (Alexander, 1927)
- M. (Molophilus) fuscopleuralis (Alexander, 1927)
- M. (Molophilus) fusiformis (Alexander, 1934)
- M. (Molophilus) fustiferus (Alexander, 1961)
- M. (Molophilus) gargantua (Alexander, 1941)
- M. (Molophilus) gemellus (Alexander, 1927)
- M. (Molophilus) genitalis (Brunetti, 1912)
- M. (Molophilus) gilvus (Alexander, 1927)
- M. (Molophilus) gladiator (Alexander, 1939)
- M. (Molophilus) gomesi (Alexander, 1942)
- M. (Molophilus) gracilipes (Alexander, 1959)
- M. (Molophilus) gracilis (Skuse, 1890)
- M. (Molophilus) grampianus (Alexander, 1930)
- M. (Molophilus) gravis (Alexander, 1956)
- M. (Molophilus) gressittianus (Alexander, 1961)
- M. (Molophilus) griseatus (Edwards, 1933)
- M. (Molophilus) griseus (Meigen, 1804)
- M. (Molophilus) grus (Alexander, 1941)
- M. (Molophilus) guatemalensis (Alexander, 1913)
- M. (Molophilus) gubara (Theischinger, 1994)
- M. (Molophilus) gununo (Theischinger, 1992)
- M. (Molophilus) gurkha (Alexander, 1959)
- M. (Molophilus) gymnocladus (Alexander, 1928)
- M. (Molophilus) haagi (Alexander, 1946)
- M. (Molophilus) habbemae (Alexander, 1961)
- M. (Molophilus) hardyi (Alexander, 1973)
- M. (Molophilus) harrisianus (Alexander, 1925)
- M. (Molophilus) harrisoni (Alexander, 1945)
- M. (Molophilus) hecate (Alexander, 1971)
- M. (Molophilus) heliscus (Alexander, 1969)
- M. (Molophilus) heteracanthus (Alexander, 1925)
- M. (Molophilus) heterocerus (Dietz, 1921)
- M. (Molophilus) hexacanthus (Alexander, 1924)
- M. (Molophilus) hilaris (Alexander, 1923)
- M. (Molophilus) hirsuticlavus (Alexander, 1980)
- M. (Molophilus) hirtipennis (Osten Sacken, 1860)
- M. (Molophilus) hispidulus (Alexander, 1932)
- M. (Molophilus) hollowayi (Theischinger, 1988)
- M. (Molophilus) honestus (Alexander, 1923)
- M. (Molophilus) hoplostylus (Alexander, 1950)
- M. (Molophilus) horakae (Theischinger, 1994)
- M. (Molophilus) horridus (Alexander, 1927)
- M. (Molophilus) howensis (Theischinger, 1994)
- M. (Molophilus) howesi (Alexander, 1923)
- M. (Molophilus) huron (Alexander, 1929)
- M. (Molophilus) hylandensis (Theischinger, 1999)
- M. (Molophilus) hyperarmatus (Alexander, 1940)
- M. (Molophilus) hypipame (Theischinger, 1996)
- M. (Molophilus) hyrcanus (Savchenko, 1978)
- M. (Molophilus) hystrix (Alexander, 1939)
- M. (Molophilus) ictus (Alexander, 1969)
- M. (Molophilus) idiophallus (Alexander, 1956)
- M. (Molophilus) idiostylus (Alexander, 1969)
- M. (Molophilus) iluka (Theischinger, 1992)
- M. (Molophilus) illectus (Alexander, 1941)
- M. (Molophilus) imberbis (Alexander, 1923)
- M. (Molophilus) immutatus (Alexander, 1929)
- M. (Molophilus) improcerus (Alexander, 1939)
- M. (Molophilus) inaequidens (Alexander, 1927)
- M. (Molophilus) inarmatus (Alexander, 1940)
- M. (Molophilus) incognitus (Alexander, 1946)
- M. (Molophilus) inconspicuus (Brunetti, 1912)
- M. (Molophilus) incurvus (Mendl, 1979)
- M. (Molophilus) indivisus (Alexander, 1927)
- M. (Molophilus) indurabilis (Alexander, 1967)
- M. (Molophilus) infantulus (Edwards, 1923)
- M. (Molophilus) inflexibilis (Alexander, 1929)
- M. (Molophilus) inimicus (Alexander, 1935)
- M. (Molophilus) injustus (Alexander, 1937)
- M. (Molophilus) inornatus (Edwards, 1923)
- M. (Molophilus) insanus (Alexander, 1970)
- M. (Molophilus) insertus (Theischinger, 1992)
- M. (Molophilus) intactus (Alexander, 1961)
- M. (Molophilus) integristylus (Alexander, 1945)
- M. (Molophilus) inusitatus (Alexander, 1979)
- M. (Molophilus) invidus (Alexander, 1951)
- M. (Molophilus) irregularis (Alexander, 1923)
- M. (Molophilus) ishizuchianus (Alexander, 1954)
- M. (Molophilus) isolatus (Alexander, 1952)
- M. (Molophilus) issikii (Alexander, 1928)
- M. (Molophilus) itoanus (Alexander, 1953)
- M. (Molophilus) ixine (Alexander, 1961)
- M. (Molophilus) iyoanus (Alexander, 1953)
- M. (Molophilus) iyouta (Theischinger, 1994)
- M. (Molophilus) janus (Alexander, 1930)
- M. (Molophilus) japetus (Alexander, 1969)
- M. (Molophilus) javensis (Edwards, 1927)
- M. (Molophilus) jenseni (Alexander, 1924)
- M. (Molophilus) kaandha (Theischinger, 1992)
- M. (Molophilus) kallemuelleri (Mendl, 1984)
- M. (Molophilus) kama (Theischinger, 1992)
- M. (Molophilus) karaka (Theischinger, 1992)
- M. (Molophilus) karta (Theischinger, 1992)
- M. (Molophilus) keda (Theischinger, 1992)
- M. (Molophilus) khasicus (Alexander, 1936)
- M. (Molophilus) kinabaluanus (Edwards, 1933)
- M. (Molophilus) kiushiuensis (Alexander, 1941)
- M. (Molophilus) klementi (Mendl, 1973)
- M. (Molophilus) kokodanus (Alexander, 1948)
- M. (Molophilus) kokora (Theischinger, 1992)
- M. (Molophilus) kotenkoi (Savchenko, 1986)
- M. (Molophilus) kuborensis (Hynes, 1988)
- M. (Molophilus) kulshanicus (Alexander, 1949)
- M. (Molophilus) kuniekoondie (Theischinger, 1992)
- M. (Molophilus) kutha (Theischinger, 1992)
- M. (Molophilus) lackschewitzianus (Alexander, 1953)
- M. (Molophilus) laevistylus (Alexander, 1944)
- M. (Molophilus) laius (Alexander, 1969)
- M. (Molophilus) lanceolatus (Stary, 1971)
- M. (Molophilus) lancifer (Alexander, 1953)
- M. (Molophilus) lanei (Alexander, 1945)
- M. (Molophilus) laricicola (Alexander, 1929)
- M. (Molophilus) laterospinosus (Alexander, 1929)
- M. (Molophilus) latibasis (Alexander, 1956)
- M. (Molophilus) latipennis (Alexander, 1923)
- M. (Molophilus) lauri (Alexander, 1945)
- M. (Molophilus) lautereri (Stary, 1974)
- M. (Molophilus) laxus (Alexander, 1950)
- M. (Molophilus) leonurus (Alexander, 1951)
- M. (Molophilus) lepcha (Alexander, 1959)
- M. (Molophilus) lerionis (Alexander, 1945)
- M. (Molophilus) lethaeus (Alexander, 1952)
- M. (Molophilus) lewis (Theischinger, 1994)
- M. (Molophilus) lictor (Alexander, 1938)
- M. (Molophilus) lieftincki (Alexander, 1961)
- M. (Molophilus) lindsayi (Alexander, 1922)
- M. (Molophilus) lobiferus (Alexander, 1925)
- M. (Molophilus) longiclavus (Alexander, 1924)
- M. (Molophilus) longicornis (Skuse, 1890)
- M. (Molophilus) longifurcatus (Theischinger, 1988)
- M. (Molophilus) longioricornis (Alexander, 1921)
- M. (Molophilus) longistylus (Savchenko, 1976)
- M. (Molophilus) lucidipennis (Skuse, 1890)
- M. (Molophilus) lupus (Alexander, 1954)
- M. (Molophilus) luteipennis (Alexander, 1923)
- M. (Molophilus) luteipygus (Alexander, 1922)
- M. (Molophilus) luxuriosus (Alexander, 1938)
- M. (Molophilus) macalpinei (Theischinger, 1988)
- M. (Molophilus) mackerrasi (Alexander, 1927)
- M. (Molophilus) macleayanus (Alexander, 1928)
- M. (Molophilus) macquillani (Theischinger, 1994)
- M. (Molophilus) macracanthus (Savchenko, 1983)
- M. (Molophilus) macrocerus (Alexander, 1922)
- M. (Molophilus) macrophallus (Alexander, 1925)
- M. (Molophilus) macrothrix (Alexander, 1969)
- M. (Molophilus) magellanicus (Alexander, 1968)
- M. (Molophilus) maigamaigawa (Theischinger, 1992)

- M. (Molophilus) malayensis (Edwards, 1928)
- M. (Molophilus) mancus (Alexander, 1944)
- M. (Molophilus) manjimupensis (Theischinger, 1988)
- M. (Molophilus) margarita (Alexander, 1979)
- M. (Molophilus) maroondah (Theischinger, 1992)
- M. (Molophilus) marthae (Alexander, 1931)
- M. (Molophilus) masafuerae (Alexander, 1952)
- M. (Molophilus) mattina (Theischinger, 1992)
- M. (Molophilus) maurus (Lackschewitz, 1925)
- M. (Molophilus) mawiliri (Theischinger, 1992)
- M. (Molophilus) medius (de Meijere, 1918)
- M. (Molophilus) megacanthus (Alexander, 1934)
- M. (Molophilus) melanakon (Alexander, 1969)
- M. (Molophilus) melanoleucus (Alexander, 1953)
- M. (Molophilus) memnon (Alexander, 1971)
- M. (Molophilus) mendicus (Alexander, 1931)
- M. (Molophilus) metpadinga (Theischinger, 1992)
- M. (Molophilus) metuendus (Alexander, 1951)
- M. (Molophilus) micracanthus (Alexander, 1927)
- M. (Molophilus) microserratus (Alexander, 1980)
- M. (Molophilus) militaris (Alexander, 1931)
- M. (Molophilus) mimicus (Alexander, 1929)
- M. (Molophilus) ministylus (Theischinger, 1999)
- M. (Molophilus) miraculus (Alexander, 1938)
- M. (Molophilus) mirla (Theischinger, 1992)
- M. (Molophilus) mjobergi (Alexander, 1927)
- M. (Molophilus) momus (Alexander, 1969)
- M. (Molophilus) monacanthus (Alexander, 1940)
- M. (Molophilus) monoctenus (Alexander, 1951)
- M. (Molophilus) monostyloides (Alexander, 1951)
- M. (Molophilus) monostylus (Alexander, 1928)
- M. (Molophilus) monstrosus (Mendl, 1974)
- M. (Molophilus) montanus (Mendl, 1973)
- M. (Molophilus) monteithi (Theischinger, 1994)
- M. (Molophilus) morosus (Alexander, 1923)
- M. (Molophilus) morulus (Alexander, 1929)
- M. (Molophilus) mouensis (Hynes, 1993)
- M. (Molophilus) mouldsi (Theischinger, 1988)
- M. (Molophilus) muggil (Theischinger, 1994)
- M. (Molophilus) multicinctus (Edwards, 1923)
- M. (Molophilus) multicurvatus (Theischinger, 1988)
- M. (Molophilus) multifidus (Alexander, 1952)
- M. (Molophilus) multilobatus (Savchenko, 1976)
- M. (Molophilus) multispicatus (Alexander, 1978)
- M. (Molophilus) multispinosus (Alexander, 1923)
- M. (Molophilus) murudanus (Edwards, 1926)
- M. (Molophilus) myersi (Alexander, 1925)
- M. (Molophilus) nahuelbutae (Alexander, 1967)
- M. (Molophilus) nahuelbutanus (Oosterbroek, 2009)
- M. (Molophilus) nakamurai (Alexander, 1933)
- M. (Molophilus) nannopterus (Alexander, 1956)
- M. (Molophilus) natalicolus (Alexander, 1958)
- M. (Molophilus) neanerastus (Alexander, 1969)
- M. (Molophilus) neecoo (Theischinger, 1994)
- M. (Molophilus) neodiceros (Alexander, 1967)
- M. (Molophilus) neofacinus (Alexander, 1964)
- M. (Molophilus) neopansus (Alexander, 1971)
- M. (Molophilus) neosubfalcatus (Alexander, 1980)
- M. (Molophilus) neovaruna (Alexander, 1973)
- M. (Molophilus) neptunus (Alexander, 1952)
- M. (Molophilus) nerriga (Theischinger, 1992)
- M. (Molophilus) nesioticus (Alexander, 1953)
- M. (Molophilus) nielseni (Theischinger, 1994)
- M. (Molophilus) niger (Goetghebuer, 1920)
- M. (Molophilus) nigrescens (Lackschewitz, 1940)
- M. (Molophilus) nigripes (Edwards, 1921)
- M. (Molophilus) nigritarsis (Alexander, 1930)
- M. (Molophilus) nigritus (Alexander, 1930)
- M. (Molophilus) nilgiricus (Edwards, 1927)
- M. (Molophilus) niveicinctus (Alexander, 1922)
- M. (Molophilus) nocticolor (Alexander, 1953)
- M. (Molophilus) nodicornis (Lackschewitz, 1935)
- M. (Molophilus) nodulifer (Savchenko, 1978)
- M. (Molophilus) nokonis (Alexander, 1928)
- M. (Molophilus) norrisi (Theischinger, 1994)
- M. (Molophilus) novacaesariensis (Alexander, 1916)
- M. (Molophilus) nubleanus (Alexander, 1979)
- M. (Molophilus) obediens (Alexander, 1927)
- M. (Molophilus) obliteratus (Alexander, 1931)
- M. (Molophilus) obliviosus (Alexander, 1953)
- M. (Molophilus) obscurus (Meigen, 1818)
- M. (Molophilus) obsoletus (Lackschewitz, 1940)
- M. (Molophilus) obtusilobus (Alexander, 1969)
- M. (Molophilus) occidentalis (Theischinger, 1988)
- M. (Molophilus) occultus (de Meijere, 1918)
- M. (Molophilus) ochraceus (Meigen, 1818)
- M. (Molophilus) ohakunensis (Alexander, 1923)
- M. (Molophilus) okadai (Alexander, 1936)
- M. (Molophilus) oldenbergi (Lackschewitz, 1935)
- M. (Molophilus) oligacanthus (Alexander, 1958)
- M. (Molophilus) oligotrichus (Alexander, 1954)
- M. (Molophilus) oppositus (Alexander, 1923)
- M. (Molophilus) opulus (Alexander, 1929)
- M. (Molophilus) orcus (Alexander, 1970)
- M. (Molophilus) ordinarius (Alexander, 1948)
- M. (Molophilus) oregonicolus (Alexander, 1947)
- M. (Molophilus) orion (Alexander, 1914)
- M. (Molophilus) ornatipes (Alexander, 1969)
- M. (Molophilus) ornithostylus (Alexander, 1981)
- M. (Molophilus) orumbera (Theischinger, 1994)
- M. (Molophilus) othello (Alexander, 1941)
- M. (Molophilus) ozotus (Alexander, 1968)
- M. (Molophilus) pacifer (Alexander, 1947)
- M. (Molophilus) padmuri (Theischinger, 1992)
- M. (Molophilus) paganus (Alexander, 1942)
- M. (Molophilus) pala (Alexander, 1941)
- M. (Molophilus) palomaricus (Alexander, 1947)
- M. (Molophilus) palpifer (Savchenko, 1976)
- M. (Molophilus) paludicola (Alexander, 1929)
- M. (Molophilus) pallatangensis (Alexander, 1929)
- M. (Molophilus) pallidibasis (Alexander, 1928)
- M. (Molophilus) pallidipes (Alexander, 1975)
- M. (Molophilus) pallidulus (Alexander, 1925)
- M. (Molophilus) pallidus (Philippi, 1866)
- M. (Molophilus) panchrestus (Alexander, 1941)
- M. (Molophilus) pansus (Alexander, 1968)
- M. (Molophilus) paradiceros (Alexander, 1967)
- M. (Molophilus) paraguayanus (Alexander, 1929)
- M. (Molophilus) parannulipes (Theischinger, 1992)
- M. (Molophilus) paratetrodonta (Theischinger, 1992)
- M. (Molophilus) parerebus (Theischinger, 1992)
- M. (Molophilus) parvati (Alexander, 1969)
- M. (Molophilus) parviclavus (Alexander, 1979)
- M. (Molophilus) parviserratus (Alexander, 1934)
- M. (Molophilus) parvispiculus (Alexander, 1976)
- M. (Molophilus) parvistylus (Alexander, 1927)
- M. (Molophilus) parvulus (Alexander, 1922)
- M. (Molophilus) pastoris (Alexander, 1960)
- M. (Molophilus) paucispinosus (Alexander, 1925)
- M. (Molophilus) paucispinus (Alexander, 1957)
- M. (Molophilus) paulus (Bergroth, 1888)
- M. (Molophilus) pauper (Savchenko, 1978)
- M. (Molophilus) pauperculus (Alexander, 1929)
- M. (Molophilus) pectinatus (Alexander, 1928)
- M. (Molophilus) pectiniferus (Alexander, 1952)
- M. (Molophilus) peculiaris (Alexander, 1973)
- M. (Molophilus) pediformis (Alexander, 1925)
- M. (Molophilus) pegasus (Alexander, 1913)
- M. (Molophilus) penai (Alexander, 1951)
- M. (Molophilus) pengana (Theischinger, 1992)
- M. (Molophilus) penicillatus (Alexander, 1941)
- M. (Molophilus) pennatus (Alexander, 1927)
- M. (Molophilus) perattenuatus (Alexander, 1969)
- M. (Molophilus) perdebilis (Alexander, 1943)
- M. (Molophilus) perdistinctus (Alexander, 1927)
- M. (Molophilus) perextensus (Alexander, 1951)
- M. (Molophilus) perferox (Alexander, 1957)
- M. (Molophilus) perfidus (Alexander, 1929)
- M. (Molophilus) perflaveolus (Alexander, 1918)
- M. (Molophilus) pergracillimus (Alexander, 1971)
- M. (Molophilus) perhirtipes (Alexander, 1961)
- M. (Molophilus) perlucidus (Alexander, 1950)
- M. (Molophilus) perluteolus (Alexander, 1930)
- M. (Molophilus) permutatus (Alexander, 1931)
- M. (Molophilus) perpendicularis (Alexander, 1944)
- M. (Molophilus) perproductus (Alexander, 1948)
- M. (Molophilus) perserenus (Alexander, 1978)
- M. (Molophilus) perseus (Alexander, 1913)
- M. (Molophilus) persimilis (Alexander, 1927)
- M. (Molophilus) persinuosus (Alexander, 1941)
- M. (Molophilus) pertenuis (Alexander, 1953)
- M. (Molophilus) phallacanthus (Alexander, 1950)
- M. (Molophilus) phallodontus (Alexander, 1968)
- M. (Molophilus) phallosomicus (Alexander, 1939)
- M. (Molophilus) philpotti (Alexander, 1922)
- M. (Molophilus) pictifemoratus (Alexander, 1933)
- M. (Molophilus) pictipleura (Alexander, 1922)
- M. (Molophilus) pictitibia (Alexander, 1969)
- M. (Molophilus) pictor (Alexander, 1934)
- M. (Molophilus) picturatus (Alexander, 1923)
- M. (Molophilus) pieltaini (Edwards, 1938)
- M. (Molophilus) piger (Alexander, 1942)
- M. (Molophilus) pilosulus (Edwards, 1924)
- M. (Molophilus) pimelia (Theischinger, 1988)
- M. (Molophilus) pirioni (Alexander, 1929)
- M. (Molophilus) pita (Theischinger, 1992)
- M. (Molophilus) plagiatus (Alexander, 1922)
- M. (Molophilus) planitas (Alexander, 1953)
- M. (Molophilus) platyphallus (Alexander, 1942)
- M. (Molophilus) plebejus (Alexander, 1956)
- M. (Molophilus) pleuralis (de Meijere, 1920)
- M. (Molophilus) pleurolineatus (Stary, 1971)
- M. (Molophilus) plumbeiceps (Alexander, 1927)
- M. (Molophilus) poecilonotus (Alexander, 1924)
- M. (Molophilus) poliocephalus (Alexander, 1927)
- M. (Molophilus) politonigrus (Savchenko, 1983)
- M. (Molophilus) polycanthus (Alexander, 1936)
- M. (Molophilus) polychaeta (Alexander, 1979)
- M. (Molophilus) pollex (Alexander, 1931)
- M. (Molophilus) ponticus (Savchenko, 1982)
- M. (Molophilus) porrectus (Alexander, 1925)
- M. (Molophilus) praelatus (Alexander, 1927)
- M. (Molophilus) pretiosus (Alexander, 1929)
- M. (Molophilus) priapoides (Stary, 1971)
- M. (Molophilus) priapus (Lackschewitz, 1935)
- M. (Molophilus) procax (Alexander, 1946)
- M. (Molophilus) procericornis (Alexander, 1931)
- M. (Molophilus) profligatus (Alexander, 1961)
- M. (Molophilus) prolatus (Alexander, 1961)
- M. (Molophilus) promeces (Alexander, 1961)
- M. (Molophilus) propinquus (Egger, 1863)
- M. (Molophilus) protervus (Alexander, 1961)
- M. (Molophilus) proximus (Mendl, 1979)
- M. (Molophilus) psephenus (Alexander, 1978)
- M. (Molophilus) pseudopropinquus (Mendl, 1973)
- M. (Molophilus) pubipennis (Osten Sacken, 1860)
- M. (Molophilus) pugiunculus (Alexander, 1969)
- M. (Molophilus) pugnax (Alexander, 1925)
- M. (Molophilus) pulcherrimus (Edwards, 1923)
- M. (Molophilus) pulvinus (Alexander, 1943)
- M. (Molophilus) pullatus (Alexander, 1924)
- M. (Molophilus) pullus (Lackschewitz, 1927)
- M. (Molophilus) pusillus (Edwards, 1921)
- M. (Molophilus) pustulatus (Alexander, 1946)
- M. (Molophilus) puthawing (Theischinger, 1994)
- M. (Molophilus) quadrifidus (Alexander, 1922)
- M. (Molophilus) quadrispinosus (Alexander, 1924)
- M. (Molophilus) quadristylus (Alexander, 1922)
- M. (Molophilus) quinquespinosus (Alexander, 1952)
- M. (Molophilus) rachius (Alexander, 1958)
- M. (Molophilus) rainieriensis (Alexander, 1943)
- M. (Molophilus) raptor (Alexander, 1947)
- M. (Molophilus) rasilis (Alexander, 1927)
- M. (Molophilus) recisus (Alexander, 1924)
- M. (Molophilus) rectispinus (Alexander, 1952)
- M. (Molophilus) reductissimus (Alexander, 1956)
- M. (Molophilus) reductus (Alexander, 1927)
- M. (Molophilus) reduncus (Alexander, 1925)
- M. (Molophilus) remiger (Alexander, 1922)
- M. (Molophilus) remotus (Alexander, 1923)
- M. (Molophilus) remulsus (Alexander, 1932)
- M. (Molophilus) repandus (Alexander, 1923)
- M. (Molophilus) repentinus (Stary, 1971)
- M. (Molophilus) retrorsus (Alexander, 1939)
- M. (Molophilus) rhamphus (Alexander, 1979)
- M. (Molophilus) riawunna (Theischinger, 1992)
- M. (Molophilus) richardsi (Alexander, 1929)
- M. (Molophilus) rostriferus (Alexander, 1943)
- M. (Molophilus) rubidithorax (Alexander, 1929)
- M. (Molophilus) ruficollis (Skuse, 1890)
- M. (Molophilus) sackenianus (Alexander, 1926)
- M. (Molophilus) sagax (Alexander, 1938)
- M. (Molophilus) sagittarius (Alexander, 1914)
- M. (Molophilus) sarotes (Alexander, 1969)
- M. (Molophilus) satyr (Alexander, 1925)
- M. (Molophilus) savtshenkoi (Stary, 1972)
- M. (Molophilus) scaber (Alexander, 1927)
- M. (Molophilus) scabricornis (Alexander, 1942)
- M. (Molophilus) scotoneurus (Alexander, 1960)
- M. (Molophilus) scutellatus (Goetghebuer, 1929)
- M. (Molophilus) schultzei (Alexander, 1946)
- M. (Molophilus) secundus (Alexander, 1923)
- M. (Molophilus) selkirkianus (Enderlein, 1938)
- M. (Molophilus) sepositus (Alexander, 1923)
- M. (Molophilus) sequoiae (Alexander, 1952)
- M. (Molophilus) sericatus (Alexander, 1924)
- M. (Molophilus) serpentarius (Alexander, 1962)
- M. (Molophilus) serpentiger (Edwards, 1938)
- M. (Molophilus) serratus (Savchenko, 1976)
- M. (Molophilus) serrulatus (Alexander, 1929)
- M. (Molophilus) setilobatus (Alexander, 1979)
- M. (Molophilus) setistylatus (Alexander, 1980)
- M. (Molophilus) setosistylus (Alexander, 1952)
- M. (Molophilus) severus (Alexander, 1925)
- M. (Molophilus) shannoninus (Alexander, 1947)
- M. (Molophilus) sherpa (Alexander, 1959)
- M. (Molophilus) sicarius (Alexander, 1929)
- M. (Molophilus) sigma (Alexander, 1927)
- M. (Molophilus) sinclairi (Theischinger, 1996)
- M. (Molophilus) soror (Alexander, 1927)
- M. (Molophilus) sparsispinus (Alexander, 1952)
- M. (Molophilus) sparus (Alexander, 1940)
- M. (Molophilus) speighti (Alexander, 1939)
- M. (Molophilus) spiculatus (Alexander, 1918)
- M. (Molophilus) spiculistylatus (Alexander, 1930)
- M. (Molophilus) spiniapicalis (Alexander, 1976)
- M. (Molophilus) spinifer (Lackschewitz, 1940)
- M. (Molophilus) spinifex (Alexander, 1952)
- M. (Molophilus) spinilobatus (Alexander, 1969)
- M. (Molophilus) spinosissimus (Alexander, 1956)
- M. (Molophilus) spinulosus (Alexander, 1979)
- M. (Molophilus) sponsus (Alexander, 1955)
- M. (Molophilus) squamosus (Alexander, 1919)
- M. (Molophilus) stenacanthus (Alexander, 1962)
- M. (Molophilus) stenopterus (Alexander, 1936)
- M. (Molophilus) stenorhabdus (Alexander, 1960)
- M. (Molophilus) stewartensis (Alexander, 1924)
- M. (Molophilus) stolidus (Alexander, 1948)
- M. (Molophilus) strix (Alexander, 1930)
- M. (Molophilus) stroblianus (Nielsen, 1953)
- M. (Molophilus) stygius (Alexander, 1980)
- M. (Molophilus) stylifer (Alexander, 1921)
- M. (Molophilus) stylopappus (Alexander, 1961)
- M. (Molophilus) styx (Alexander, 1952)
- M. (Molophilus) suavis (Alexander, 1927)
- M. (Molophilus) subalpicola (Alexander, 1931)
- M. (Molophilus) subannulipes (Alexander, 1978)
- M. (Molophilus) subappressus (Alexander, 1940)
- M. (Molophilus) subbelone (Hynes, 1988)
- M. (Molophilus) subexemptus (Alexander, 1968)
- M. (Molophilus) subfalcatus (Alexander, 1940)
- M. (Molophilus) subgriseus (Savchenko, 1976)
- M. (Molophilus) subhonestus (Alexander, 1971)
- M. (Molophilus) subhorridus (Alexander, 1931)
- M. (Molophilus) subiratus (Alexander, 1947)
- M. (Molophilus) sublancifer (Alexander, 1973)
- M. (Molophilus) sublateralis (Alexander, 1922)
- M. (Molophilus) sublictor (Alexander, 1939)
- M. (Molophilus) submorosus (Alexander, 1924)
- M. (Molophilus) subochraceus (Savchenko, 1976)
- M. (Molophilus) subperfidus (Alexander, 1980)
- M. (Molophilus) subretrorsus (Alexander, 1980)
- M. (Molophilus) subsagax (Alexander, 1939)
- M. (Molophilus) subscaber (Alexander, 1952)
- M. (Molophilus) substylifer (Alexander, 1929)
- M. (Molophilus) subtenebricosus (Alexander, 1931)
- M. (Molophilus) subuliferus (Alexander, 1925)
- M. (Molophilus) subvinnulus (Alexander, 1973)
- M. (Molophilus) suffalcatus (Alexander, 1947)
- M. (Molophilus) sylvicolus (Alexander, 1924)
- M. (Molophilus) takaoensis (Alexander, 1933)
- M. (Molophilus) talamancensis (Alexander, 1947)
- M. (Molophilus) tantulus (Alexander, 1969)
- M. (Molophilus) tanypodus (Alexander, 1969)
- M. (Molophilus) tanypus (Alexander, 1922)
- M. (Molophilus) tartarus (Alexander, 1948)
- M. (Molophilus) tasioceroides (Alexander, 1930)
- M. (Molophilus) tateanus (Alexander, 1962)
- M. (Molophilus) taurus (Alexander, 1914)
- M. (Molophilus) tawagensis (Alexander, 1931)
- M. (Molophilus) taylorinus (Alexander, 1936)
- M. (Molophilus) tehuelche (Alexander, 1968)
- M. (Molophilus) telerhabdus (Alexander, 1946)
- M. (Molophilus) tenebricosus (Alexander, 1916)
- M. (Molophilus) tenuiclavus (Alexander, 1927)
- M. (Molophilus) tenuissimus (Alexander, 1923)
- M. (Molophilus) tenuistylus (Alexander, 1923)
- M. (Molophilus) tergospinosus (Alexander, 1967)
- M. (Molophilus) terminans (Alexander, 1922)
- M. (Molophilus) ternarius (Alexander, 1929)
- M. (Molophilus) ternatus (Alexander, 1934)
- M. (Molophilus) terrayi (Stary, 1992)
- M. (Molophilus) tetracanthus (Alexander, 1929)
- M. (Molophilus) tetragonus (Alexander, 1934)
- M. (Molophilus) tetrodonta (Alexander, 1942)
- M. (Molophilus) theresia (Theischinger, 1994)
- M. (Molophilus) thuckara (Theischinger, 1994)
- M. (Molophilus) thyellus (Alexander, 1960)
- M. (Molophilus) tillyardi (Alexander, 1922)
- M. (Molophilus) tirolensis (Hancock, 2005)
- M. (Molophilus) titan (Alexander, 1928)
- M. (Molophilus) titanius (Alexander, 1930)
- M. (Molophilus) tjederi (Stary, 1968)
- M. (Molophilus) tonnoiri (Alexander, 1925)
- M. (Molophilus) tortilis (Alexander, 1927)
- M. (Molophilus) toxopeanus (Alexander, 1961)
- M. (Molophilus) translucens (Skuse, 1890)
- M. (Molophilus) tricuspidatus (Mendl, 1979)
- M. (Molophilus) tridens (Alexander, 1952)
- M. (Molophilus) tridigitatus (Alexander, 1947)
- M. (Molophilus) triepiurus (Alexander, 1961)
- M. (Molophilus) trifibra (Alexander, 1954)
- M. (Molophilus) trifilatus (Alexander, 1920)
- M. (Molophilus) trigonalis (Alexander, 1931)
- M. (Molophilus) triparcus (Alexander, 1944)
- M. (Molophilus) tripectinatus (Alexander, 1927)
- M. (Molophilus) trispinosus (Theischinger, 1992)
- M. (Molophilus) tristylus (Alexander, 1927)
- M. (Molophilus) tseni (Alexander, 1940)
- M. (Molophilus) tucumanus (Alexander, 1929)
- M. (Molophilus) turritus (Alexander, 1961)
- M. (Molophilus) tuta (Theischinger, 1992)
- M. (Molophilus) tuu (Theischinger, 1992)
- M. (Molophilus) ugundyi (Theischinger, 1994)
- M. (Molophilus) ulbracullima (Theischinger, 1992)
- M. (Molophilus) umboiensis (Hynes, 1988)
- M. (Molophilus) undulatus (Tonnoir, 1920)
- M. (Molophilus) uniclavatus (Alexander, 1938)
- M. (Molophilus) uniformis (Blanchard, 1852)
- M. (Molophilus) uniguttatus (Alexander, 1927)
- M. (Molophilus) uniplagiatus (Alexander, 1923)
- M. (Molophilus) unispiculatus (Alexander, 1959)
- M. (Molophilus) unispinosus (Alexander, 1921)
- M. (Molophilus) unistylus (Alexander, 1936)
- M. (Molophilus) upjohni (Theischinger, 1994)
- M. (Molophilus) urodontus (Savchenko, 1978)
- M. (Molophilus) ursus (Alexander, 1918)
- M. (Molophilus) vafer (Lackschewitz, 1940)
- M. (Molophilus) vallisspei (Theischinger, 1988)
- M. (Molophilus) variatus (Alexander, 1952)
- M. (Molophilus) variegatus (Edwards, 1923)
- M. (Molophilus) variispinus (Stary, 1971)
- M. (Molophilus) variistylus (Alexander, 1927)
- M. (Molophilus) variitibia (Alexander, 1956)
- M. (Molophilus) varuna (Alexander, 1969)
- M. (Molophilus) veddah (Alexander, 1958)
- M. (Molophilus) velvetus (Alexander, 1926)
- M. (Molophilus) verecundus (Alexander, 1924)
- M. (Molophilus) vernalis (Brunhes and Geiger, 1992)
- M. (Molophilus) verticalis (Alexander, 1927)
- M. (Molophilus) vigilans (Alexander, 1956)
- M. (Molophilus) vinnulus (Alexander, 1962)
- M. (Molophilus) vividus (Alexander, 1931)
- M. (Molophilus) vorax (Alexander, 1948)
- M. (Molophilus) vulpinus (Alexander, 1929)
- M. (Molophilus) wadna (Theischinger, 1992)
- M. (Molophilus) walkeri (Alexander, 1931)
- M. (Molophilus) walpole (Theischinger, 1988)
- M. (Molophilus) warroo (Theischinger, 1992)
- M. (Molophilus) wataganensis (Theischinger, 1999)
- M. (Molophilus) waukatte (Theischinger, 1992)
- M. (Molophilus) wejaya (Alexander, 1958)
- M. (Molophilus) wellsae (Theischinger, 1999)
- M. (Molophilus) wilsoni (Alexander, 1929)
- M. (Molophilus) willara (Theischinger, 1992)
- M. (Molophilus) williamsi (Theischinger, 1992)
- M. (Molophilus) womba (Theischinger, 1992)
- M. (Molophilus) worraworra (Theischinger, 1992)
- M. (Molophilus) xanthus (Alexander, 1955)
- M. (Molophilus) yabbie (Theischinger, 1992)
- M. (Molophilus) yakkho (Alexander, 1958)
- M. (Molophilus) yoshimotoi (Hynes, 1993)
- M. (Molophilus) yunquensis (Alexander, 1952)
- M. (Molophilus) zenta (Theischinger, 1988)
- M. (Molophilus) zwickorum (Theischinger, 1994)